# 硝酸锫(III)
硝酸锫(III)是锫的硝酸盐，化学式 Bk(NO3)3。它通常以浅绿色的四水合物 Bk(NO3)3·4H2O存在。当加热到450 °C时，硝酸锫(III)会分解成二氧化锫。

## 制备和用处
硝酸锫(III)可以由金属锫或其氢氧化物和硝酸反应而成。它没有商业用途，但用于合成人造元素鿬。将水合物涂在钛箔上并用钙-48轰击，可以合成元素鿬。